# Nikola Hartmann-Dünser
Nikola Hartmann-Dünser (5 de junio de 1975) es una deportista austríaca que compitió en lucha libre.
Ganó cinco medallas de oro en el Campeonato Mundial de Lucha entre los años 1993 y 2000, y ocho medallas en el Campeonato Europeo de Lucha entre los años 1996 y 2006.

## Palmarés internacional
| Campeonato Mundial | Campeonato Mundial      | Campeonato Mundial | Campeonato Mundial |
| Año                | Lugar                   | Medalla            | Categoría          |
| ------------------ | ----------------------- | ------------------ | ------------------ |
| 1993               | Stavern (Noruega)       | Medalla de oro     | 61 kg              |
| 1994               | Sofía (Bulgaria)        | Medalla de oro     | 61 kg              |
| 1995               | Moscú (Rusia)           | Medalla de oro     | 61 kg              |
| 1998               | Poznań (Polonia)        | Medalla de oro     | 62 kg              |
| 2000               | Sofía (Bulgaria)        | Medalla de oro     | 62 kg              |
| Campeonato Europeo |                         |                    |                    |
| Año                | Lugar                   | Medalla            | Categoría          |
| 1996               | Oslo (Noruega)          | Medalla de oro     | 61 kg              |
| 1997               | Varsovia (Polonia)      | Medalla de oro     | 62 kg              |
| 1998               | Bratislava (Eslovaquia) | Medalla de oro     | 62 kg              |
| 1999               | Götzis (Austria)        | Medalla de oro     | 62 kg              |
| 2000               | Budapest (Hungría)      | Medalla de oro     | 62 kg              |
| 2003               | Riga (Letonia)          | Medalla de plata   | 63 kg              |
| 2005               | Varna (Bulgaria)        | Medalla de bronce  | 63 kg              |
| 2006               | Moscú (Rusia)           | Medalla de bronce  | 63 kg              |